# عقد 640 هـ
عقد 640 هـ هو الفترة بين عام 640 إلى 649 في التقويم الهجري، أي العشر سنوات الخامسة من القرن السابع الهجري.